# Te Kaha
Pour l’article homonyme, voir le bateau de guerre du même nom HMNZS Te Kaha (F77) (en).
Te Kaha est une petite communauté de l’île du Nord de la Nouvelle-Zélande.

## Géographie
Elle est située dans la baie de l’Abondance ou Bay of Plenty proche de la ville d’Opotiki.

## Population
Elle a une population d’environ 387 habitants        en 2006. 
Approximativement 85 % étant des descendants de Māori.

## Personnalités notables
Le caporal Willie Apiata (en), qui a reçu la « New Zealand Victoria Cross » le 2 juillet 2007, venait de la ville de Te Kaha, tout comme Moana-Nui-a-Kiwa Ngarimu (en), qui reçut la VC à titre posthume en octobre 1943. 
Un homme de radio australien, Matthew Tukaki (en) a aussi des connexions avec la ville de Te Kaha et le Marae de Tukaki.

## Marae
Liste des marae  et des Te Whanau et de  l’iwi des Apanui.
Hārāwaka - Hawai ;
Hikarukutai - Maraenui ;
Tutāwake - Whitianga ;
Rongomaihuatahi - Omaio ;
Matekitatahi - Otuwhare ;
Hinetekahu - Waiōrore ;
Te Ehutu - Te Kaha ;
Kaiaio - Maungaroa ;
Kahurautao - Pahaoa ;
Maruhaeremuri - Wairuru ;
Pararaki - Raukokore ;
Kauaetangohia - Whangaparaoa ;
Ngunguruoterangi - Potaka.